# Platanthera colemanii
Platanthera colemanii är en orkidéart som först beskrevs av Rand.Morgan och Glic., och fick sitt nu gällande namn av Richard M. Bateman. Platanthera colemanii ingår i släktet nattvioler, och familjen orkidéer. Inga underarter finns listade i Catalogue of Life.